# Bruderklausenkirche (Grindelwald)

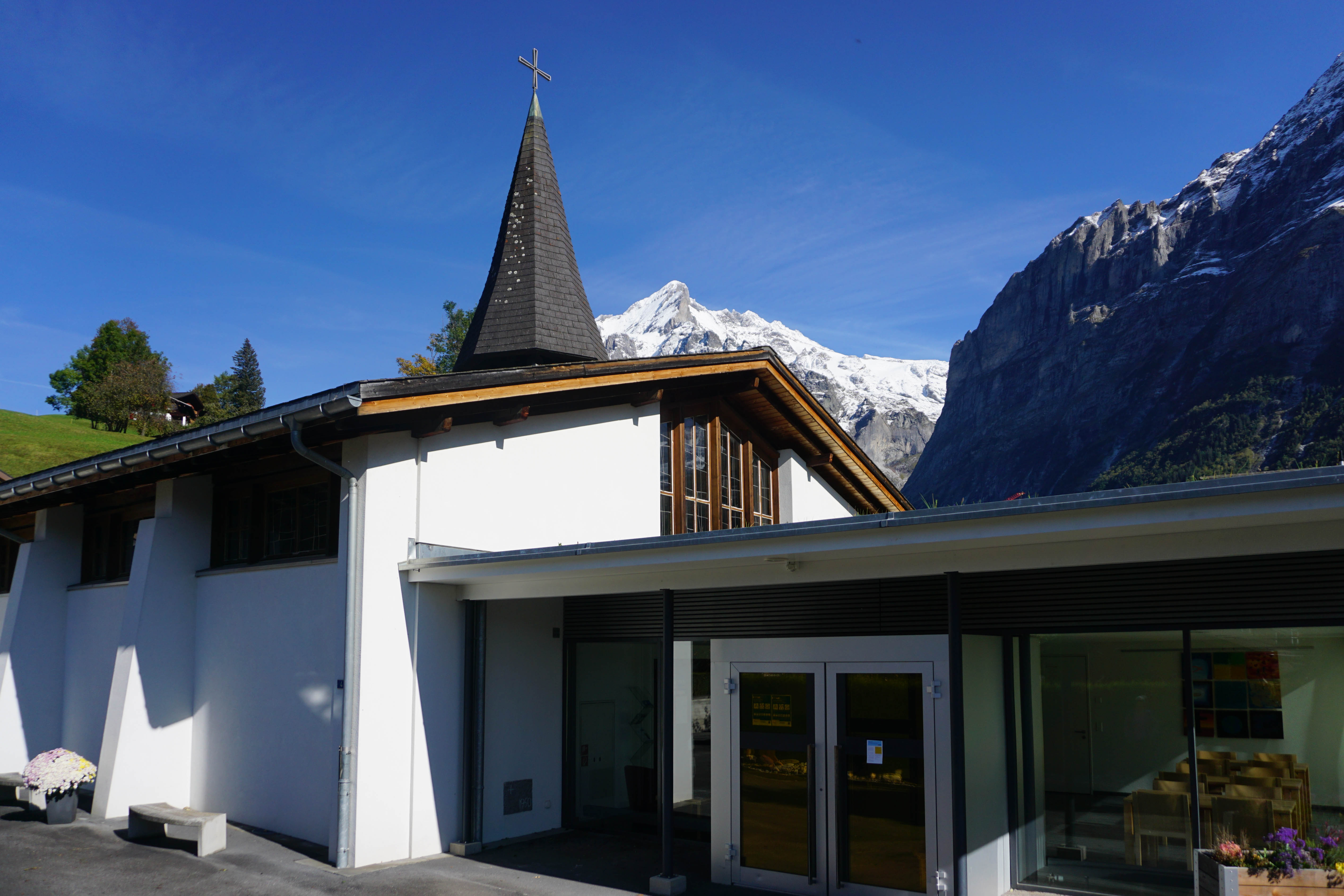
Die Bruderklausenkirche in Grindelwald

Die Bruderklausenkirche in Grindelwald ist eine römisch-katholische Filialkirche der Pfarrei Heiliggeist Interlaken. Die 1951 erbaute Kirche ist im kantonalen Bauinventar als erhaltenswertes K-Objekt eingestuft.

## Geschichte
Der vom Brand 1897 verschonte Saalanbau des Hotels «Schwarzer Adler» diente jahrelang den katholischen Ortsansässigen und Gästen als Kapelle. Nachdem über Jahrzehnte in Baracken, Speisesälen und Untergeschosslokalen Gottesdienst gefeiert worden war, realisierte der römisch-katholischen Kultusverein Interlaken das Bauvorhaben zu einer eigenen Kirche. Das vom Kurverein Grindelwald für 10'000 Franken für den Bau einer Kapelle erworbene Grundstück wurde gegen das besser geeignete am Grossenhausweg 4 eingetauscht.
Am 26. August 1950 erfolgte der erste Spatenstich zum Neubau der katholischen Kirche Grindelwald. Das mit der Ausführung betraute Architekturbüro Hanns Anton Brütsch und Partner Alois Stadler (1890–1977) aus Zug erstellte einen ins Ortsbild passenden, zeitgemässen Bau. Die Kirche wurde am 26. August 1951 durch den Bischof Franziskus von Streng unter dem Patronat von Niklaus von Flüe geweiht. 2005 wurde die Kirche renoviert und um den Eingangsbereich mit dem auch als Unterrichtszimmer benutzbaren Foyer erweitert.

## Baubeschreibung
Die Saalkirche mit ziegelgedecktem Satteldach trägt als Dachreiter ein mit Schindeln gedecktes Glöckentürmchen. Die Sakristei ist seitlich angebaut. Leicht schräg gestellte Betonstützen tragen zusammen mit runden Holzpfeilern an der Innenseite der Seitenwände die geschwungenen Hetzerbinder-Dreigelenkbogen. Ein 2005 als Foyer mit einer Vollverglasung erstellter Anbau ergänzt das Gebäude auf moderne Art.

### Innenraum und künstlerische Ausstattung
An den Seitenwänden bringt unter der Holzdecke ein schmales Fensterband Licht in den Kirchenraum. Die Buntglasfenster an der rechten Chorwand wurden von Werner Andermatt mit den Motiven «Eucharistie», «Gottesmutter» und «Bruder Klaus» gestaltet. Das Alterrelief mit dem Motiv «Apostel mit Abendmahlstuch» stammt von Josef Rickenbacher und die Kunstschmiedearbeiten von Ferdinand Hasler, Altstätten SG.

## Geläute
Eine hell klingende Glocke wurde kurz vor der Einweihung der Kirche in den Turm aufgezogen und am 5. August 1951 geweiht.